# Bertil Jonberger
Gustaf Olof Bertil Jonberger, född 20 mars 1909 i Alnö församling, Västernorrlands län, död 10 september 1997 i Sollentuna församling, var en svensk kommunalpolitiker (Folkpartiet). 
Jonberger genomgick Påhlmans handelsinstitut 1931, blev diplomerad företagsekonom 1946 och diplomerad fastighetsförvaltare 1951. Han var kontorist vid Hofvids Trävaru AB 1922–30, blev kassör vid Alfred Lundins Bokbinderi AB 1931, kamrer där 1943, ekonomichef 1954, vice verkställande direktör 1956, var verkställande direktör 1962–67 och styrelseordförande 1967.
Jonberger var landstingsråd 1967–75, ledamot av Sollentuna kommunfullmäktige 1951–76, ordförande 1963–67 och 1971–73, ledamot av Stockholms läns landsting 1951–76, ordförande i dess trafiknämnd 1971–73, styrelseordförande i Storstockholms Lokaltrafik 1971–74, styrelseledamot 1976–79, överförmyndare 1976–82, ordförande i Stockholms läns trafiksäkerhetsförbund 1971–79 och ordförande i Stockholms läns hemslöjdsförening 1967–85.